# James Juvenal

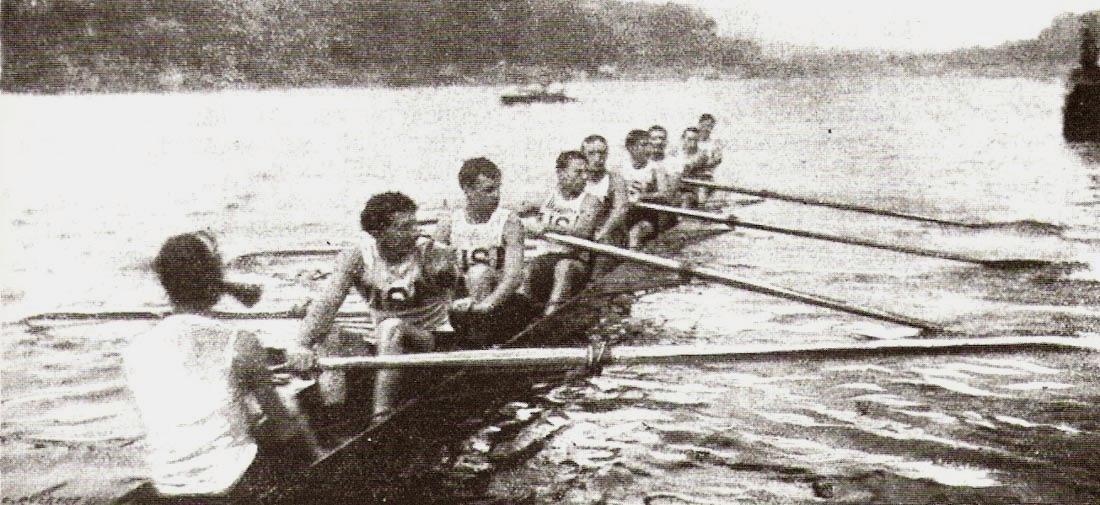
Die Olympiasieger aus Philadelphia 1900

James „Jim“ Benner Juvenal (* 12. Januar 1874 in Philadelphia; † 1. September 1942 ebenda) war ein amerikanischer Ruderer. James Juvenal ruderte für den Vesper Boat Club. Er gewann zwischen 1893 und 1906 über 100 Rennen, darunter die US-Meisterschaft im Einer 1902.
Als bei den Olympischen Spielen 1900 in Paris erstmals olympische Ruderwettbewerbe ausgetragen wurden, war der Achter des Vesper Boat Club das einzige amerikanische Boot am Start. William Carr, Harry DeBaecke, John Exley, John Geiger, Edwin Hedley, James Juvenal, Roscoe Lockwood, Edward Marsh und Steuermann Louis Abell siegten mit sechs Sekunden Vorsprung auf den belgischen Achter. Vier Jahre später starteten bei den Olympischen Spielen 1904 in St. Louis starteten im Einer vier Ruderer aus den Vereinigten Staaten. Auf der 1,5 Meilen langen Strecke gewann Frank Greer in 10:08,5 Minuten mit zwei Bootslängen Vorsprung auf James Juvenal, eine halbe Bootslänge dahinter erreichte Constance Titus als Dritter das Ziel.
Nach Abschluss seines Studiums am Drexel Institute arbeitete Juvenal über 40 Jahre für die Philadelphia Electrical Company. Neben seiner beruflichen Karriere war Juvenal Rudertrainer beim Malta Boat Club und beim Pennsylvania Barge Club in Philadelphia. 